# Стів Бланк
Стів Бланк  (англ. Steve Blank)  – американський підприємець із Кремнієвої долини, засновник успішних стартапів, «Хрещений батько Кремнієвої долини», автор методики розвитку клієнтів (англ. Customer Development methodology), яка стала основою концепції бережливого стартапу, автор популярних книг на тему стартапів, блогер, викладач низки провідних американських вузів (Стенфорд, Школа бізнесу Хааса, Каліфорнійський університет в Берклі, Каліфорнійський технологічний інститут, Колумбійський університет).

## Біографія та діяльність
Стів Бланк народився в 1953 році в Нижньому Іст-Сайді, Манхеттен, Нью-Йорк, США, в родині імігрантів, що управляли бакалійною крамницею в районі Челсі. Він виріс з сестрою, яка була на 12 років старша за нього. Після того, як родину покинув батько, його з 6 років (та ще двох братів) виховувала мати.
Стів навчався в Мічиганському університеті, але провчився всього один семестр[недоступне посилання з липня 2019]. Після чого відправився до Маямі, де влаштувався на роботу в Міжнародному аеропорту Маямі - вантажив на борт скакових коней. Працюючи в аеропорту, Бланк проявив інтерес до авіаційної радіоелектроніки, який пізніше реалізував, вступивши на початку 1970-х до лав ВВС. Військова кар'єра привела його до Таїланду під час В'єтнамської війни, де півтора року, маючи всього 20 років життя за плечима, Бланк керував командою з 15 радіотехніків.
Демобілізувавшись в 1978 році, Стів переїхав до Пало-Альто (місто, що згодом отримало популярність як центр Кремнієвої долини).
Його першим місцем роботи став стартап ESL. Компанія допомагала уряду розбиратися в радянських технологіях і військових розробках під час Холодної війни.
У 1990-х роках Бланк розробив методику розвитку клієнтів (англ. Customer Development methodology), котра заснована на необхідності пошуку рівноваги між розвитком продукту та встановленням максимального повного взаєморозуміння з клієнтами.
У 1996 році заснував свій восьмий та останній стартап – «E-Piphany», який надає послуги з CRM (управління взаєминами з клієнтами), і пішов у вересні 1999 року у відставку, якраз перед виходом компанії на IPO.
У 2005 році «E-Piphany» була придбана «SSA Global Technologies» за $ 329 млн. Розроблені компанією програмні продукти дозволяють отримувати інформацію про клієнтів з баз даних та зберігати дані у веббраузері.
За свою 34-річну кар'єру Стів Бланк заснував/працював на найрізноманітніші хай-тек компанії, багато з яких стали публічними. У тому числі Zilog, MIPS Computers, Convergent Technologies, Ardent Computer, UMAX Technologies і Rocket Science Games.
Сьогодні Бланк є членом ради директорів як громадських організацій «TiVo Corporation» та «Immersion Corporation», так і приватних компаній.
Продовжує інвестувати та консультувати стартапи Кремнієвої долини, зокрема «Udacity» і «Votizen». Живе та працює в Пескадеро, штат Каліфорнія. Одружений з Елісон Елліотт, має двох дочок – Кеті та Сару.

## Блог
Бланк веде блог, в якому пише про різні аспекти підприємництва. У 2012 році його ресурс потрапив до десятки обов'язкових для прочитання стартаперами (за топіком сайту Welovelean.com).
Стів також є колумністом блогу «Wall Street Journal», публікує матеріали в «Forbes», «The Huffington Post» та японському виданні «NikkeiBP».

## Переклад українською
- Стів Бланк. Священна книга стартапера. Як збудувати успішну компанію / Стів Бланк, Боб Дорф / пер. Наталія Валевська. — К.: Наш Формат, 2018. — ISBN 978-617-7552-67-2.